# Лейк-Стейшен (Індіана)
Лейк-Стейшен (англ. Lake Station) — місто (англ. city) в США, в окрузі Лейк штату Індіана. Населення — 13 235 осіб (2020).

## Географія
Лейк-Стейшен розташований за координатами 41°34′36″ пн. ш. 87°15′11″ зх. д. / 41.57667° пн. ш. 87.25306° зх. д. (41.576654, -87.252938).  За даними Бюро перепису населення США в 2010 році місто мало площу 21,83 км², з яких 21,49 км² — суходіл та 0,34 км² — водойми.

## Демографія
Згідно з переписом 2010 року, у місті мешкали 12 572 особи в 4577 домогосподарствах у складі 3067 родин. Густота населення становила 576 осіб/км².  Було 5137 помешкань (235/км²).
Расовий склад населення:
| - 79,7 % — білих - 3,6 % — чорних або афроамериканців - 0,5 % — корінних американців - 0,3 % — азіатів - 11,7 % — осіб інших рас |

До двох чи більше рас належало 4,1 %. Частка іспаномовних становила 28,0 % від усіх жителів.
За віковим діапазоном населення розподілялося таким чином: 26,4 % — особи молодші 18 років, 62,9 % — особи у віці 18—64 років, 10,7 % — особи у віці 65 років та старші. Медіана віку мешканця становила 35,4 року. На 100 осіб жіночої статі у місті припадало 99,9 чоловіків;  на 100 жінок у віці від 18 років та старших — 97,4 чоловіків також старших 18 років.
Середній дохід на одне домашнє господарство  становив 45 358 доларів США (медіана — 39 309), а середній дохід на одну сім'ю — 49 263 долари (медіана — 42 236). Медіана доходів становила 42 017 доларів для чоловіків та 25 045 доларів для жінок. За межею бідності перебувало 26,1 % осіб, у тому числі 41,3 % дітей у віці до 18 років та 10,8 % осіб у віці 65 років та старших.
Цивільне працевлаштоване населення становило 4452 особи. Основні галузі зайнятості: освіта, охорона здоров'я та соціальна допомога — 23,9 %, мистецтво, розваги та відпочинок — 14,8 %, роздрібна торгівля — 11,5 %, виробництво — 11,1 %.